# 爱德华王子剧院
爱德华王子剧院（Prince Edward Theatre）是一个西区剧院，位于英国伦敦西敏市老康普顿街，就在莱斯特广场以北。

## 历史
爱德华王子剧院由爱德华·斯通设计，于1930年4月3日开幕。剧院以爱德华王子命名。
1935年，斯通将该剧院改建为歌舞厅，名为"伦敦赌场"（London Casino）。二战期间，该建筑遭空袭而严重受损（1941年5月10日）。战后由建筑师T. & B. Braddock修复。 